# 威廉·帕乔
威廉·霍埃尔·帕乔·特诺里奥（西班牙語：Willian Joel Pacho Tenorio；2001年10月16日—），厄瓜多尔男子足球运动员，司职后卫。他曾代表厄瓜多尔国家队参加2022年国际足联世界杯，结果队伍止步小组赛阶段。

## 榮譽
迪華利獨立
- 厄瓜多爾甲組足球聯賽冠军：2021
- U-20南美解放者杯（英语：U-20 Copa Libertadores）：2020

安特卫普
- 比利時職業聯賽冠军：2022–23
- 比利時盃冠军：2022–23[3]

巴黎圣日耳曼
- 法甲冠军：2024–25[4]
- 法國超級盃冠军：2024（英语：2024 Trophée des Champions）[5]
- 欧洲冠军联赛冠軍：2024-25